# 새안
새안은 2013년 설립된 전기자동차 브랜드이다.